# Judith Fernández
Judith Fernández (La Coruña, 2 de abril de 2001) es una actriz, cantante y bailarina española, más conocida por interpretar el papel de Azucena Quiñonero Rubio en la telenovela Acacias 38.

## Biografía
Judith Fernández nació el 2 de abril de 2001 en La Coruña, en la comunidad de Galicia (España), pasó su infancia entre Corcubión y Edimburgo (Escocia) y además de español y gallego, es bilingüe en inglés.

## Carrera
Judith Fernández en 2004 fue elegida para el programa de televisión Vivir el Fòrum. En 2013 hizo su primera aparición como actriz en la serie Vespre a la 2. Más tarde comenzó a actuar en el teatro en las obras Hansel, Electra de euripedes y Jesus Christ Superstar, todas dirigidas por Susana Crespo.
En 2016, con catorce años, regresó a España donde fue elegida para interpretar el papel de la protagonista Iria en la serie Augasquentes. Más tarde decidió matricularse en actuación en la facultad de arte dramático de la Universidad de Madrid.
En 2019 tuvo un papel en la película Dolorosa Gioia dirigida por Gonzalo López. En 2021 fue elegida por TVE para interpretar el papel de Azucena Quiñonero Rubio en la séptima temporada de la telenovela emitida en La 1 Acacias 38. En el mismo año, participó en el video musical Triángulo Inverso. En 2022 protagonizó la segunda temporada de la serie La unidad.
En 2022 interpretó el papel de Lis en la película La casa entre los cactus dirigida por Carlota González-Adrio. En el mismo año protagonizó la serie Santo (en el papel de Lucía Millán) y Apagón (en el papel de Sara).

## Filmografía

### Cine
| Año  | Título                   | Personaje                | Director               |
| ---- | ------------------------ | ------------------------ | ---------------------- |
| 2019 | Dolorosa Gioia           | Invitada fiesta jardines | Gonzalo López          |
| 2022 | La casa entre los cactus | Lis                      | Carlota González-Adrio |
| 2024 | Matusalén                | Elvira                   | David Galán Galindo    |

### Televisión
| Año  | Título             | Personaje               | Notas        |
| ---- | ------------------ | ----------------------- | ------------ |
| 2013 | Vísperas a la 2    |                         |              |
| 2016 | Augasquentes       | Iria                    | 1 episodio   |
| 2021 | Acacias 38         | Azucena Quiñonero Rubio | 80 episodios |
| 2022 | La unidad          |                         | 1 episodio   |
| 2022 | Santo              | Lucía Millán            | 8 episodios  |
| 2022 | Apagón             | Sara                    | 1 episodio   |
| 2023 | Mía es la venganza | Vanessa Muñoz           | 59 episodios |

### Videos musicales
| Título | Autor             |
| ------ | ----------------- |
| 2021   | Triángulo inverso |

## Teatro
| Título                 | Autor         |
| ---------------------- | ------------- |
| Hansel                 | Susana Crespo |
| Electra de euripedes   | Susana Crespo |
| Jesus Christ Superstar | Susana Crespo |

## Programas de televisión
| Año  | Título         | Canal |
| ---- | -------------- | ----- |
| 2004 | Vivir el Fórum |       |
| 2012 | Telediario     | La 1  |